# ユニオン鉄工所
ユニオン鉄工所（Union Iron Works）はかつて存在したアメリカ合衆国の造船会社。カリフォルニア州サンフランシスコに所在した。アメリカ海軍向けの艦艇を多数建造したが、その中には1891年に起工した戦艦オレゴン（USS Oregon, BB-3）、1902年の潜水艦グランパス（USS Grampus, SS-4）、1903年のパイク（USS Pike, SS-6）などが含まれる。

## 歴史
アイルランドからの移民であるピーターとジェームズのドナヒュー兄弟が1849年にサンフランシスコの市場の南にユニオン鉄工所を創設した。採鉱器具や鉄道、農業機材の生産を行った後、I・M・スコットに率いられたユニオン鉄工所は造船業に参入し、ポットレロ・ポイントに移転した。ポットレロの造船所はアメリカ合衆国における最長の私企業が保有する造船所であった。同社はまたサンフランシスコ湾を横切った位置にアラメダ造船所も保有した。
1885年にユニオン鉄工所は西海岸における最初の鉄製船体を持つ船であるアラゴ（Arago）を進水させた。アラゴに使用された鋼材は太平洋圧延機（Pacific Rolling Mills）から供給された。1886年には100万ドルで巡洋艦の建造契約を受注した。チャールストン（USS Charleston, C-2）は18ヶ月で完成した。アラゴが完成した1884年から1902年まで、ユニオン鉄工所は75隻の海軍艦艇を建造し、その中には米西戦争で活躍した巡洋艦オリンピア（USS Olympia, C-6）や戦艦オレゴンも含まれた。

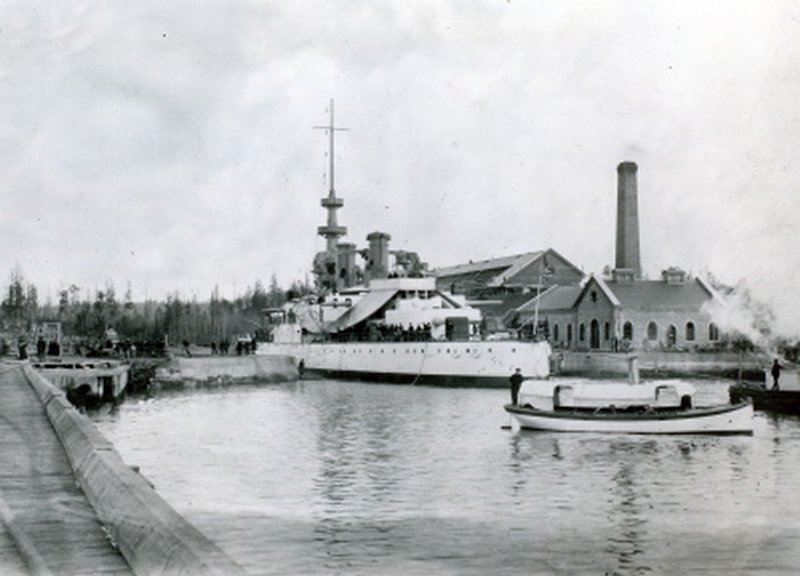
オレゴン（USS Oregon, BB-3）1896年、ワシントン州ブレマートン。

1892年の記録では、1,200人-1,500人が雇用され、年商200万から400万ドルの売り上げがあったとされる。20世紀に入るとその敷地と雇用は倍増した。雇用者数は3,500人に上った。造船所は電気、圧縮空気、蒸気、水力、石炭あるいはガスによる火力と、様々な動力を使用した。
1902年にユニオン鉄工所はユナイテッド・ステーツ造船株式会社（United States Shipbuilding Corporation）に吸収合併された。1905年には40エーカーの造船所全体をベスレヘム造船が100万ドルで買収した。チャールズ・M・シュワブは買収のオークションが行われている間、20番街のユニオン鉄工所のオフィスビルで立っていた。シュワブはただ一人の入札者であった。シュワブはユナイテッド・ステーツ造船の終焉を巧みに実行したと見なされた。それが事実であったとしてもなかったとしても、彼は同社の崩壊から利益を得ることができた。買収後はベスレヘム・スチールの造船部門として、軍艦と商船の両方を建造した。1908年、ベスレヘム造船はサンフランシスコのハンターズ・ポイント造船所を買収した。

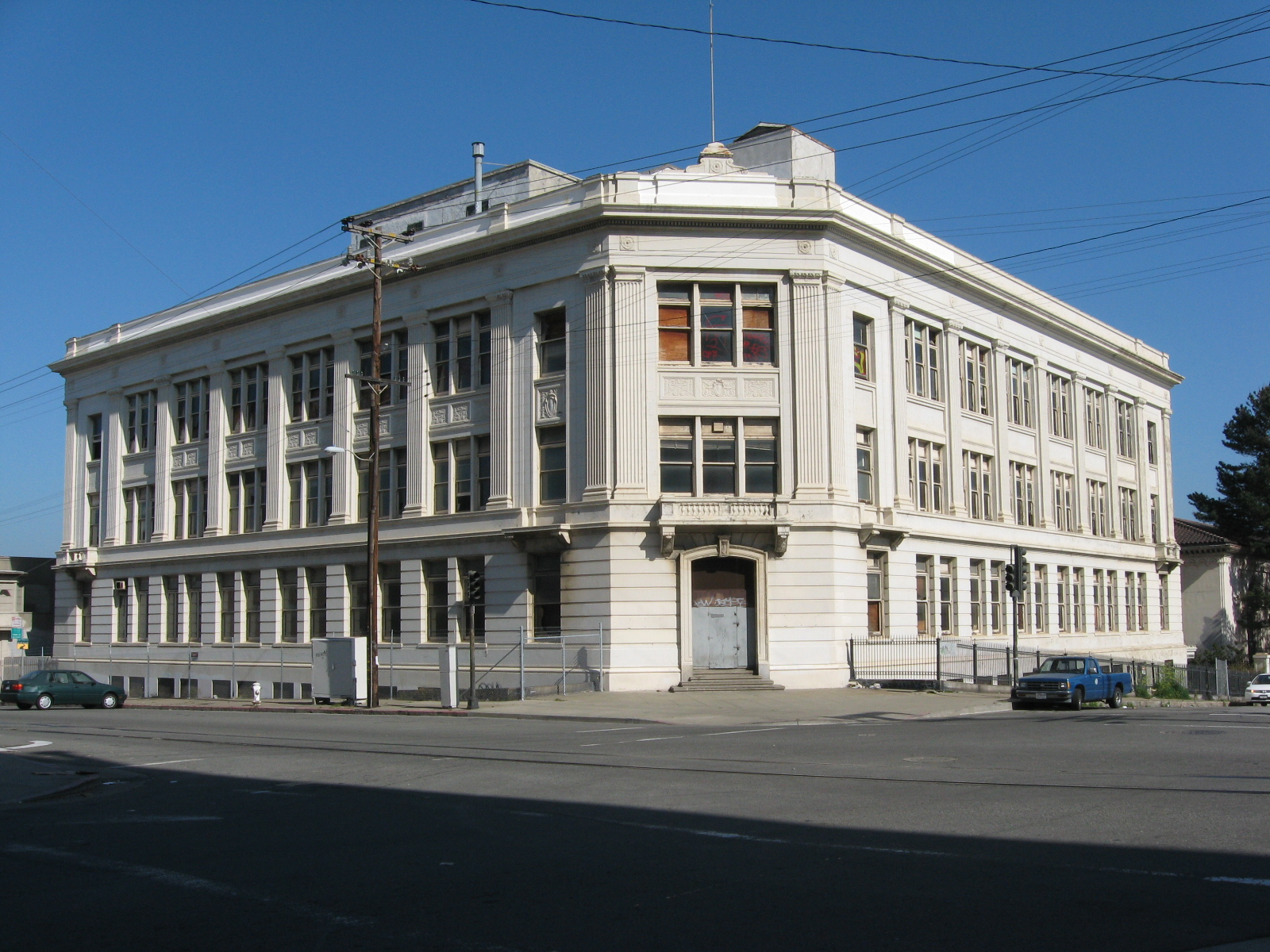
1913年に建設されたベスレヘム造船のオフィス